# Österreichische Gesellschaft für Außenpolitik und die Vereinten Nationen
Die Österreichische Gesellschaft für Außenpolitik und die Vereinten Nationen (ÖGAVN) entstand im Jahre 2008 als Zusammenschluss der Österreichischen Gesellschaft für Außenpolitik und Internationale Beziehungen (1958–2008) mit dem Wiener Verein der Österreichischen Liga für die Vereinten Nationen (seit 1945). Die ÖGAVN ist Gründungsmitglied des Weltverbandes der Gesellschaften für die Vereinten Nationen (WFUNA).

## Ziele
Hauptaufgabe der ÖGAVN ist die Information der österreichischen Bevölkerung über Fragen der österreichischen Außenpolitik sowie zu europäischen und internationalen Themen. Die ÖGAVN möchte damit das Interesse für zwischenstaatliche Beziehungen und das Verständnis für aktuelle internationale Vorgänge in Politik, Wirtschaft und Gesellschaft fördern und möglichst breiten Kreisen der Bevölkerung zugänglich machen. Einen besonderen Schwerpunkt bildet die Information über die Tätigkeit der Vereinten Nationen und ihrer Teilorganisationen.

## Aktivitäten
Die ÖGAVN veranstaltet regelmäßig Vorträge und Diskussionen mit Persönlichkeiten aus den Bereichen Politik, Diplomatie, Wirtschaft und Wissenschaft. Jeden Mittwoch (außer in den Sommerferien) findet die Veranstaltungsreihe „Internationaler Club“ in den Räumlichkeiten der ÖGAVN in der Stallburg in Wien statt. Darüber hinaus finden seit 1967 die Außenpolitischen Gespräche auf Schloss Hernstein, 45 km südwestlich Wien, statt.